# 萊克縣 (加利福尼亞州)
萊克縣（英語：Lake County）又译湖县，是位於美国加利福尼亚州北部的一個縣。萊克縣亦位於舊金山灣區北方，面積3,443平方公里。根據2020年美國人口普查，共有人口68,163人。縣治為拉克波特。

## 歷史
萊克縣成立於1861年5月20日，並且是從纳帕县和门多西诺县分割出來的。縣名來自清水湖（Clear Lake，完全位於加州內面積最大的天然湖泊）。而這一帶早於1840年代已有人居住。萊克縣的形象一直都是一個以农业為基礎的縣。於1870年代，農民於縣內建立了一些葡萄园。到了20世紀初，萊克縣已成為一個全球知名的葡萄酒產地。但是，於1920年，因禁酒令獲通過，萊克縣的葡萄酒產業便迅速衰落。
於1960年代，一些農民發現萊克縣非常適合種植葡萄，因此萊克縣的葡萄酒產業再度興起。在葡萄酒產業再度興起之初，萊克縣僅有面積約100英畝（0.4平方）的葡萄园。但過了五年之後，萊克縣已擁有面積逾8,800英畝（36平方）的葡萄园，並且設立了好幾個葡萄种植区如高谷美国葡萄种植区和红湖萊克縣美国葡萄种植区。現今，很多葡萄農都實行可持续耕作方法。

## 地理和环境

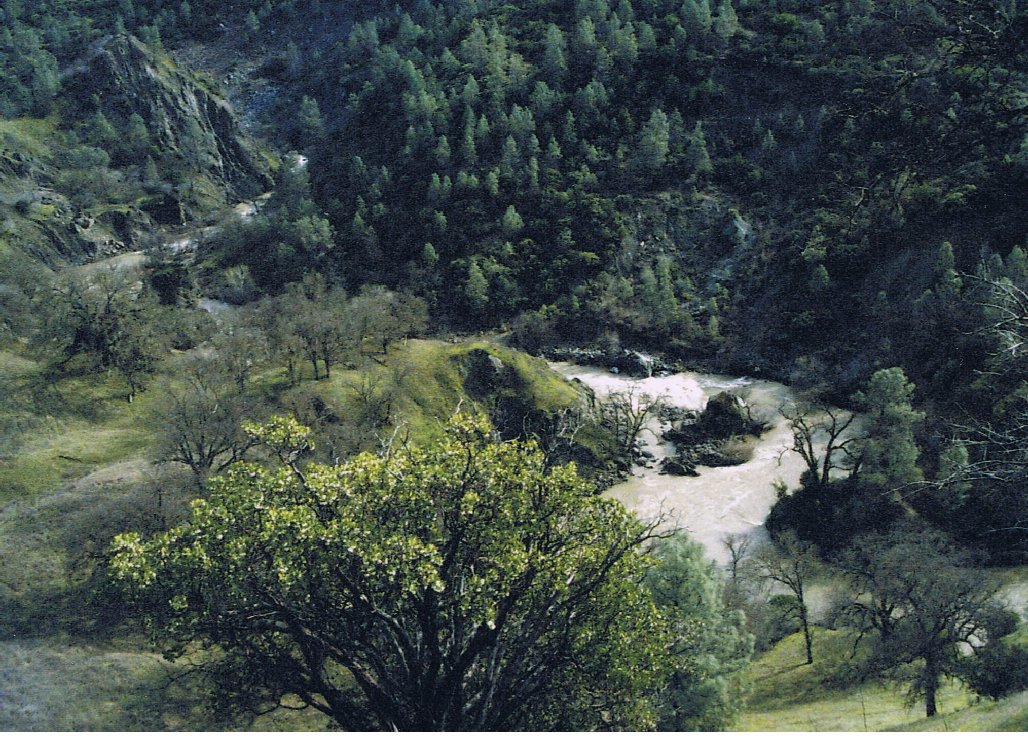
加斯溪

根據2000年人口普查，萊克縣總面積為1,329.48平方英里（3,443.3平方），其中有71.52平方英里（185.2平方），即5.38%的土地為水域。萊克縣亦有不少水道以灌溉整個縣，其中包括加斯溪、福布斯河和斯科特河。
地理專家們指出，清水湖應該是整個北美洲中最古老的湖。清水湖坐落在一塊巨大的石块，並且其向北流走的湖水的速度與來自南方灌入湖內的水的速度相若，因此歷經千年但仍未乾涸。

### 毗邻县
萊克縣位於加利福尼亞州北部，其周邊都是屬於加利福尼亞州的縣
- 纳帕县 - 南方
- 索诺马县 - 西南方
- 门多西诺县 - 西方、西北方
- 格伦县 - 東北方
- 科卢萨县 - 東方
- 優洛縣 - 東南方

### 建制市镇
| 自治体（市/镇）               | 成立年份 | 人口（2018） |
| ----------------------------- | -------- | ------------ |
| 克里尔雷克／清湖（Clearlake） | 1980     | 15,384       |
| 拉克波特／湖港（Lakeport）    | 1888     | 4,936        |

## 政治
萊克縣自1988年都在美国总统选举和美国国会選舉中傾向民主黨。共和黨最後一次在萊克縣中勝出是1984年罗纳德·里根勝出的美國總統選舉。
於2008年11月4日，萊克縣的52.6%選民都支持8號提案，而此提案將加利福尼亞州內的婚姻關係定義僅限定於異性之間，因而否定了同性婚姻。

## 人口
| 调查年              | 人口   | 备注 | %±     |
| ------------------- | ------ | ---- | ------ |
| 1870                | 2,969  |      | —      |
| 1880                | 6,596  |      | 122.2% |
| 1890                | 7,101  |      | 7.7%   |
| 1900                | 6,017  |      | −15.3% |
| 1910                | 5,526  |      | −8.2%  |
| 1920                | 5,402  |      | −2.2%  |
| 1930                | 7,166  |      | 32.7%  |
| 1940                | 8,069  |      | 12.6%  |
| 1950                | 11,481 |      | 42.3%  |
| 1960                | 13,786 |      | 20.1%  |
| 1970                | 19,548 |      | 41.8%  |
| 1980                | 36,366 |      | 86.0%  |
| 1990                | 50,631 |      | 39.2%  |
| 2000                | 58,309 |      | 15.2%  |
| 2010                | 64,665 |      | 10.9%  |
| [ 9 ] [ 10 ] [ 11 ] |        |      |        |

### 2010年
根據2010年人口普查，萊克縣的人口是由80.5%白人、1.9%黑人、3.2%土著、1.1%亞洲人、0.2%太平洋岛民、8.4%其他種族以及4.7%混血构成。而西班牙裔或拉丁美洲人則佔人口17.1%。

### 2005年
根據2005年人口估計，萊克縣擁有34,031家庭。萊克縣的物業價格中位數為$255,300，比加州整體的價格中位數$477,700低，但比全美的價格中位數$167,500高。在萊克縣的居民中，有24.1%為18歲以下、6.0%為18至24歲、23.6%為25至44歲、26.8% 為45至64歲以及19.5%為65歲以上。人口的年齡中位數為43歲，而每100個女性就有97.6個男性。
萊克縣的住戶收入中位數為$49,627，而一個家庭的收入中位數則為$55,818。男性的收入中位數為$45,771，而女性的則為$44,026。萊克縣的人均收入為$43,825。約6.9%家庭和4.6%人口收入在貧窮線以下。

## 交通

### 主要公路
- 20號加利福尼亞州州道
- 29號加利福尼亞州州道
- 53號加利福尼亞州州道
- 175號加利福尼亞州州道
- 281號加利福尼亞州州道